# Giovanni del Sega
Giovanni del Sega (Forlì vers 1450 - Carpi 1527), est un peintre italien actif à Carpi dans les premières décennies du XVIe siècle.

## Biographie
Giovanni del Sega fut un élève de Melozzo da Forlì. Il fut actif à Carpi de 1506 à 1527 où il travailla au service du seigneur des lieux Alberto III Pio pour lequel il réalisa entre autres la décoration de la façade du Palazzo dei Pio. En dehors des fresques de Palazzo Pio, toutes ses réalisations sont perdues.

## Œuvres
- Annonciation (fresque), Palazzo dei Pio, Carpi.
- Fresques de la Sala dei Mori (1506), Palazzo dei Pio, Carpi.
- Décoration de la façade de Palazzo dei Pio, Carpi.